# Galofus
Galofus – rodzaj chrząszczy z rodziny kózkowatych i podrodziny zgrzypikowych. 

## Zasięg występowania
Przedstawiciele tego rodzaju występują na Półwyspie Indochińskim.

## Systematyka
Do Galofus należą 4 gatunki:
- Galofus decemmaculatus
- Galofus immaculatus
- Galofus quadrimmaculatus
- Galofus sexmaculatus